# Caibi
Caibi es un municipio brasileño del estado de Santa Catarina. Tiene una población estimada al 2021 de 6 112 habitantes.

## Toponimia
"Caibi", del tupí-guaraní que significa “hojas verdes”.

## Historia
Al igual que sus ciudades vecinas, Caibi fue poblada por migrantes italianos provenientes de Río Grande del Sur, la mayoría de Guaporé, en el 1926.
Fue distrito de Palmitos desde 1956 hasta su emancipación el 29 de marzo de 1965.